# Zenón M. Pereyra
Zenón M. Pereyra (...) è un astronomo cileno.
Il Minor Planet Center gli accredita la scoperta dell'asteroide 1769 Carlostorres effettuata il 25 agosto 1966.
Ha inoltre scoperto la cometa C/1963 R1 Pereyra.